# 清平調 (歌曲)
《清平调》是台湾歌手鄧麗君的一首歌曲，歌词是中国唐朝诗人李白的名篇《清平调三首》。

## 詳情
这首歌是1990年代初，邓丽君邀请作曲人曹俊鴻就李白的名篇《清平调三首》作曲谱写的。写成后，邓丽君曾进录音室试唱过第一段的小样。
2013年恰逢邓丽君60岁冥诞，邓丽君文教基金会在北京首都体育馆举行《追梦-巨星耀北京 邓丽君60周年纪念演唱会》。这首歌在纪念演唱会上被首次曝光，并由王菲接唱邓丽君，完成了歌曲的后半段。
演唱会后，王菲重进录音室，邀请梁榮駿监制并重新编曲，录制了录音室版的合唱版与独唱版两个版本，于邓丽君逝世20周年忌日正式发行。
王菲与所属经纪公司表示，这首歌的未来的收益将全数捐赠给公益团体。

## 派台成績
| 903專業推介 | RTHK龍虎榜 | TVB勁歌金曲 |
| 19          | -          | -           |